# Xanthocosmia
Xanthocosmia là một chi bướm đêm thuộc họ Noctuidae.

## Loài
- Xanthocosmia jankowskii (Oberthür, 1884)